# Jiang Jin (Regisseur)
Jiang Jin (geb. 1989 in Luoyang, Henan) ist ein chinesischer Filmemacher, dessen Arbeiten sich insbesondere auf Dokumentarfilme konzentrieren. Seine Werke sind subkulturell geprägt.

## Leben
Jin wuchs in der historisch bedeutsamen Stadt Luoyang auf und verließ sein Studium vorzeitig. Er befasste sich anschließend mit Musik und arbeitete als DJ und Tontechniker. Diese Phase seines Lebens zeichnete den Beginn seiner künstlerischen Laufbahn.

## Werk
Jins künstlerischer Stil ist durch seine Auseinandersetzung mit subkulturellen Themen und der chinesischen Gesellschaft geprägt. In seiner Freizeit erstellt er künstlerische Arbeiten in den Bereichen Malerei, Fotografie, Skulptur, Installation oder Performance-Kunst.
Jin schuf seit 2013 unter anderem die Solo-Kunstausstellung Land of Hope und Dokumentarfilme wie Shang' Ajia, One Day, The Broken Ridge und Republic. Diese Filme zeichnen sich durch ihre sozialkritischen Themen und die Verbindung filmischer und dokumentarischer Elemente aus. Insbesondere Republic hebt sich durch seine Darstellung von Anarchie, Subkultur und politischer Diskussion hervor und wurde für seine originelle Herangehensweise und tiefgreifende Thematisierung von Freiheit und Zwängen in der modernen chinesischen Gesellschaft gelobt. Der Film stellt eine Mikro-Wohnung in Peking als Bühne für Diskussionen über Musik, Maoismus und gesellschaftliche Normen dar und wurde beim Busan International Film Festival 2023 als zweiter Gewinner des 3. BIFF Mecenat Award ausgezeichnet.